# 伯內克冰川
72°23′S 61°25′W / 72.383°S 61.417°W
伯內克冰川（德語：Böhnecke-Gletscher），是南極洲的冰川，位於帕爾默地東岸，寬6公里，在1940年12月由美國研究隊發現和拍攝空中照片，以德國海洋學家命名，現時由南極條約體系管理。

## 外部連結
- . . United States Geological Survey.   [2011-07-29].
- 本条目引用的公有领域材料来自美国地质调查局的文档《Böhnecke Glacier》 （資料來自地名信息系统）。